# Родолюбие 2000
„Родолюбие 2000“ е политическа партия в България.
Регистрирана е на 29 декември 2000 година със седалище в Долни чифлик, Варненско. Поставя си за цел да изразява политическите интереси на етническата група на рударите, определяни като „румъноговорещите българи“.
През 2019 година се включва в коалицията „Заедно за промяна“, с която участва на няколко местни и на парламентарните избори през април и юли 2021 година. На парламентарните избори през юни 2024 година участва като част от „Коалиция на розата“.